# Aife Fossae
Le Aife Fossae sono una struttura geologica della superficie di Venere.